# زارزاليجو
زارزاليجو (بالإنجليزية: Zarzalejo)‏ هي بلدية ومدينة في منطقة الحكم الذاتي وتقع في منطقة مدريد في وسط إسبانيا. تبلغ مساحة هذه المدينة 20.2 (كم²)، ويبلغ عدد سكانها 1517 نسمة حسب إحصاء سنة 2012 م.